# ديفيد دبليو. الكسندر
ديفيد دبليو. الكسندر (بالإنجليزية: David W. Alexander)‏ هو سياسي أمريكي، ولد في 22 يونيو 1812 في جزيرة أيرلندا في المملكة المتحدة، وتوفي في 30 أبريل 1887.